# Zosterops meeki
Zosterops meeki là một loài chim trong họ Zosteropidae.